# Verkettungszeichen
| ∘                        | ∘                     |
| Mathematische Zeichen    | Mathematische Zeichen |
| Arithmetik               | Arithmetik            |
| ------------------------ | --------------------- |
| Pluszeichen              | +                     |
| Minuszeichen             | −, ⁒                  |
| Malzeichen               | ⋅, ×                  |
| Geteiltzeichen           | :, ÷, /               |
| Plusminuszeichen         | ±, ∓                  |
| Vergleichszeichen        | <, ≤, =, ≥, >         |
| Wurzelzeichen            | √                     |
| Prozentzeichen           | %                     |
| Analysis                 |                       |
| Summenzeichen            | Σ                     |
| Produktzeichen           | Π                     |
| Differenzzeichen, Nabla  | ∆, ∇                  |
| Prime                    | ′                     |
| Partielles Differential  | ∂                     |
| Integralzeichen          | ∫                     |
| Verkettungszeichen       | ∘                     |
| Unendlichzeichen         | ∞                     |
| Geometrie                |                       |
| Winkelzeichen            | ∠, ∡, ∢, ∟            |
| Senkrecht, Parallel      | ⊥, ∥                  |
| Dreieck, Viereck         | △, □                  |
| Durchmesserzeichen       | ⌀                     |
| Mengenlehre              |                       |
| Vereinigung, Schnitt     | ∪, ∩                  |
| Differenz, Komplement    | ∖, ∁                  |
| Elementzeichen           | ∈                     |
| Teilmenge, Obermenge     | ⊂, ⊆, ⊇, ⊃            |
| Leere Menge              | ∅                     |
| Logik                    |                       |
| Folgepfeil               | ⇒, ⇔, ⇐               |
| Allquantor               | ∀                     |
| Existenzquantor          | ∃                     |
| Konjunktion, Disjunktion | ∧, ∨                  |
| Negationszeichen         | ¬                     |

Das Verkettungszeichen ({\displaystyle \circ }), auch als Kreisoperator bezeichnet, Sprechweise auch Kringel, ist ein mathematisches Zeichen, das die Verkettung zweier Funktionen, Relationen oder Wörter ausdrückt. Besteht keine Verwechslungsgefahr mit der Multiplikation, wird es oft auch weggelassen.

## Verwendung

### Verkettung von Funktionen
Das Verkettungszeichen wird häufig als mathematischer Operator für die Hintereinanderausführung von Funktionen verwendet. Sind {\displaystyle A,B,C} Mengen und {\displaystyle f\colon A\to B} sowie {\displaystyle g\colon B\to C} Funktionen, dann wird die Verkettung von {\displaystyle f} und {\displaystyle g} durch
{\displaystyle (g\circ f)(x)=g(f(x))}
notiert. Der Ausdruck „{\displaystyle g\circ f}“ wird als „{\displaystyle g} verknüpft mit {\displaystyle f}“, „{\displaystyle g} komponiert mit {\displaystyle f}“, „{\displaystyle g} nach {\displaystyle f}“ oder „{\displaystyle g} Kringel {\displaystyle f}“ gelesen. Bei der Notation ist darauf zu achten, dass die Komposition {\displaystyle g\circ f} von rechts nach links durchgeführt wird, das heißt erst {\displaystyle f} und dann {\displaystyle g} angewandt wird. Gelegentlich wird in der Literatur allerdings auch die umgekehrte Reihung verwendet und {\displaystyle (f\circ g)(x)=g(f(x))} geschrieben.

### Verkettung von Relationen
Allgemeiner wird das Verkettungszeichen als Operator für die Verkettung binärer Relationen verwendet. Sind wieder {\displaystyle A,B,C} Mengen und {\displaystyle R\subseteq A\times B} sowie {\displaystyle S\subseteq B\times C} binäre Relationen, dann wird die Verkettung von {\displaystyle R} und {\displaystyle S} durch
{\displaystyle S\circ R=\{(a,c)\in A\times C\mid \exists ~b\in B:(a,b)\in R\land (b,c)\in S\}}
notiert. Das Resultat nennt man Relationsprodukt oder relatives Produkt. Auch hier wird gelegentlich die umgekehrte Reihung {\displaystyle R\circ S} verwendet.

### Verkettung von Wörtern
In der theoretischen Informatik wird das Verkettungszeichen für die Konkatenation von Wörtern verwendet. Sind {\displaystyle x=(x_{1},x_{2},\dotsc ,x_{n})} und {\displaystyle y=(y_{1},y_{2},\dotsc ,y_{k})} zwei Wörter über einem Alphabet, dann wird die Konkatenation von {\displaystyle x} und {\displaystyle y} durch
{\displaystyle x\circ y=(x_{1},x_{2},\dotsc ,x_{n},y_{1},y_{2},\dotsc ,y_{k})}
notiert. Hierbei ist {\displaystyle x} das Präfix und {\displaystyle y} das Suffix des Resultats der Konkatenation. Die Konkatenation von Wörtern ist dabei ein Spezialfall einer Konkatenation von Mengen.

### Binäre Verknüpfungen
Noch allgemeiner wird das Verkettungszeichen manchmal neben den Zeichen {\displaystyle \bullet }, {\displaystyle \ast } und {\displaystyle \cdot } als Platzhalter für binäre Verknüpfungen allgemeiner algebraischer Strukturen eingesetzt.

## Darstellung auf dem Computer

### Kodierung
Das Verkettungszeichen wird folgendermaßen definiert und kodiert:
| Zeichen | Unicode  | Unicode       | Bezeichnung   | HTML        | HTML    | HTML    | LaTeX |
| Zeichen | Position | Bezeichnung   | Bezeichnung   | hexadezimal | dezimal | benannt | LaTeX |
| ------- | -------- | ------------- | ------------- | ----------- | ------- | ------- | ----- |
| ∘       | U+2218   | ring operator | Kreisoperator | &#x2218;    | &#8728; |         | \circ |

### Ähnliche Zeichen
| Zeichen | Unicode  | Unicode                        | Name                                         |
| Zeichen | Position | Bezeichnung                    | Name                                         |
| ------- | -------- | ------------------------------ | -------------------------------------------- |
| o       | U+006F   | latin small letter o           | Lateinischer Kleinbuchstabe o                |
| °       | U+00B0   | degree sign                    | Gradzeichen                                  |
| ο       | U+03BF   | greek small letter omicron     | Griechischer Kleinbuchstabe ο                |
| о       | U+043E   | cyrillic small letter о        | Kyrillischer Kleinbuchstabe о                |
| ₒ       | U+2092   | latin subscript small letter o | Tiefgestellter lateinischer Kleinbuchstabe o |
| ○       | U+25CB   | white circle                   | Weißer Kreis                                 |
| ◦       | U+25E6   | white bullet                   | Weißes Aufzählungszeichen                    |
| ⚬       | U+26AC   | medium small white circle      | Mittlerer kleiner weißer Kreis               |
| 。      | U+3002   | ideographic full stop          | Satzende in CJK-Schriftarten                 |